# Gałkówek (stacja kolejowa)
Gałkówek – stacja kolejowa w Gałkowie Dużym, w województwie łódzkim, w Polsce. Ceglany zabytkowy budynek dworcowy pochodzi z początku XX w..

## Ruch pasażerski
| Rok  | Wymiana pasażerska na dobę |
| ---- | -------------------------- |
| 2017 | 200-299                    |
| 2022 | 500-699                    |

Stacja poddana w 2008 roku gruntownej przebudowie. W jej ramach stworzono nowy układ peronów, wyremontowano kładkę dla pieszych i rowerów, zamontowano windy dla niepełnosprawnych. Modernizacji uległ także budynek dworca, w którym wymieniono okna, dach i oczyszczono ceglaną elewację. Zamontowano monitoring. W środku dworca wybudowano toalety, a także zmodernizowano kasę i pomieszczenia obsługi technicznej linii kolejowej. Powiększono także parking dla samochodów. Na stacji stają pociągi osobowe relacji Łódź Widzew – Koluszki.
Kolejny remont zakończono w listopadzie 2024 – m.in. oczyszczono elewację, odtworzono na wzór oryginalnych stolarkę okienną i inne detale. W budynku znajduje się poczekalnia wyposażona w ławki, gabloty z rozkładami jazdy, elektroniczne wyświetlacze, a także toalety. Uporządkowano też otoczenie stacji.

## Galeria

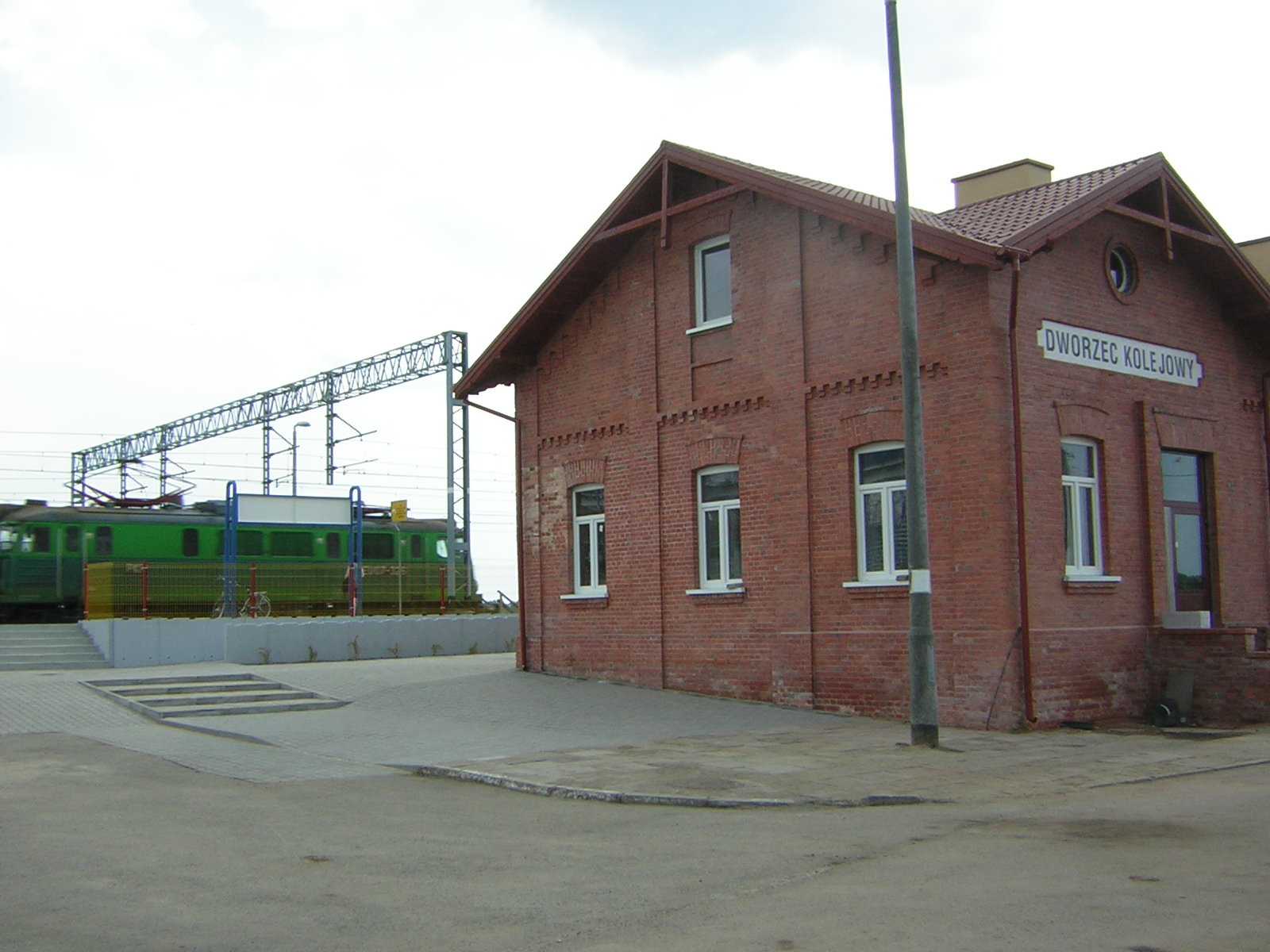
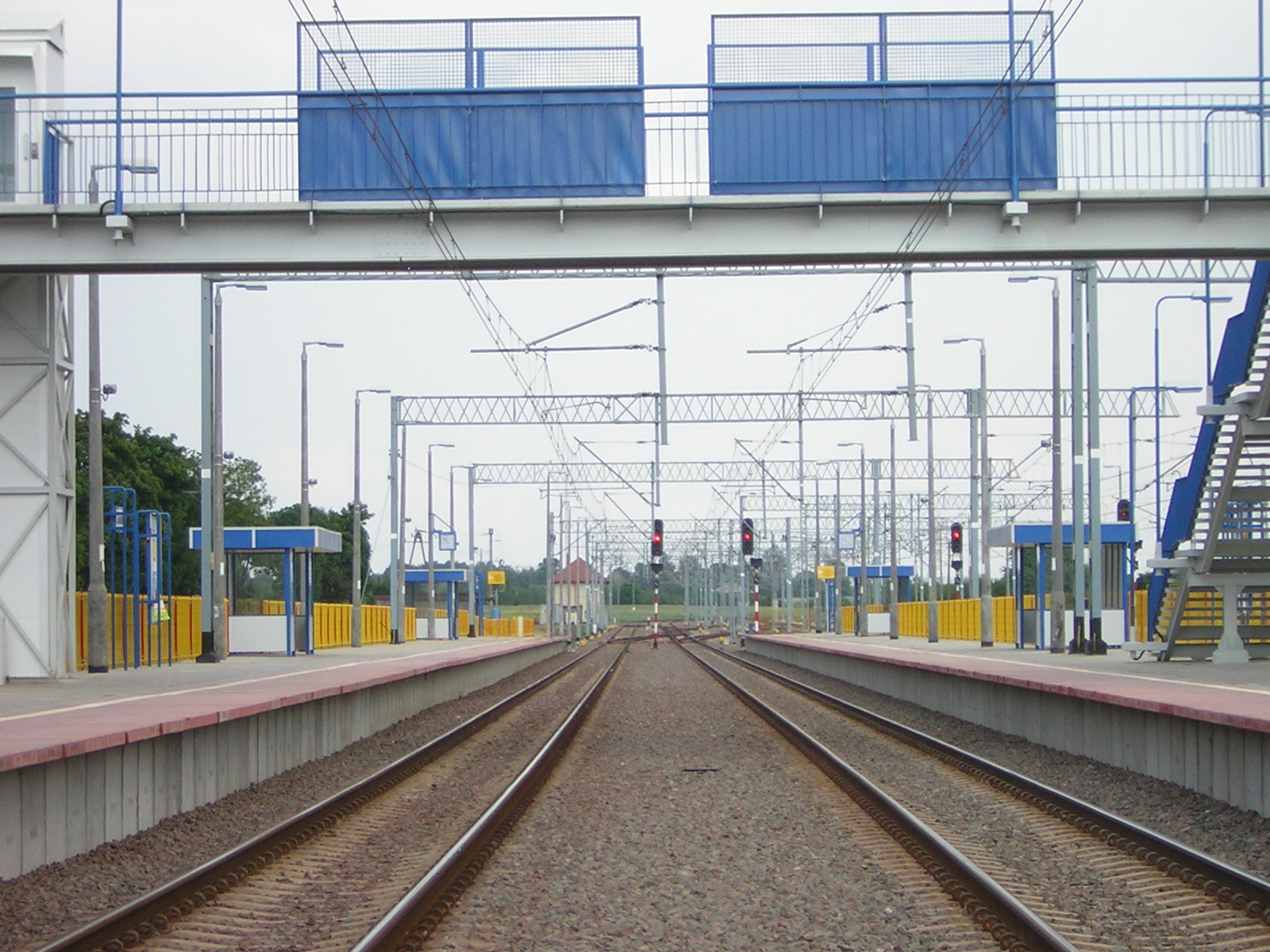